# Cousin Joe
Cousin Joe (Saint John the Baptist megye, 1907. december 20. – New Orleans, 1989. október 2.) amerikai, (New Orleans-i) blues- és dzsesszénekes. Az 1940-es években Sidney Bechet-tel és Mezz Mezzrow-val készített felvételeivel lett ismert.

## Pályakép
Cousin Joe egyházi énekesként kezdte zenei karrierjét. Aztán attért a bluesra. Gitározni és ukulelézni kezdett, mielőtt zongorára váltott volna.
1942-ben New Yorkba költözött, ahol Dizzy Gillespie-vel, Sidney Bechettel, Charlie Parkerrel és Billie Holiday-el lépett fel.
Első felvételeit − Pleasant Joe néven − énekesként készítette New Yorkban a Mezz Mezzrow/Sidney Bechet septet tagjaként (1945).
1948-ban visszatért New Orleansba. Ott Lee Allennel játszott New Orleans-i klubokban és a Dave Bartholomew Bandben. 1964-ben részt vett egy európai turnén, ahol feltűnt a BBC-n is. 1971-ben egy franciaországi turnén vett részt, egy albumot is készített zongoristaként, valamint Jimmy Dawkins és Clarence Gatemouth Brown gitárosokkal.

## Albumok
- 1995: Jumping at The Jubilee; Jesse Powell, Ralp Willis, Piney Brown...
- 1995: The complete vol.1 / 1945-1946, Sidney Bechet, Sammy Price, Al Sears, Harry Carney...
- 1995: The complete vol.2 / 1946-1947, Earl Bostic, Kenny Clarke, John Hardee, Hank Jones...
- 1995: The complete vol.3 / 1947-1955, Freddie Kohlman, Elsie Jones...
- 2000: Bad luck blues, Jimmy Dawkins, Clarence Gatemouth Brown
- 2003: Magic Bostic; Paris: Jazz Archives 1913-1965
- 2004: The blues of Henry Gray & Cousin Joe